# Gemeindehaus der Herrnhuter Brüdergemeine

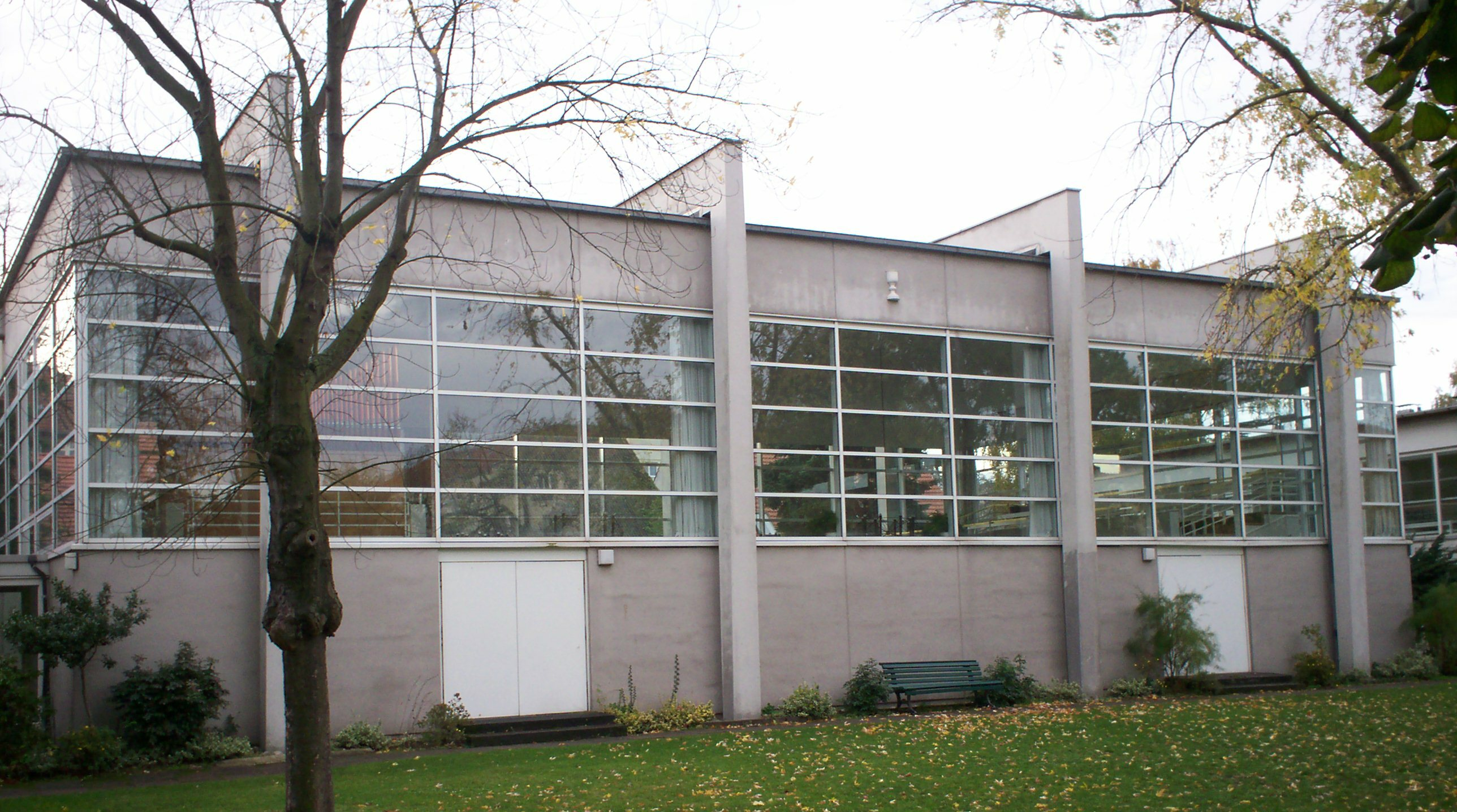
Betsaal der Brüdergemeine

Der Betsaal der evangelischen Brüdergemeine steht in der Kirchgasse 14–17 im Berliner Ortsteil Neukölln des gleichnamigen Bezirks Neukölln. Der von Peter Lehrecke im Architekturstil der Nachkriegsmoderne entworfene, denkmalgeschützte Gebäudekomplex wurde 1962 errichtet.

## Geschichte

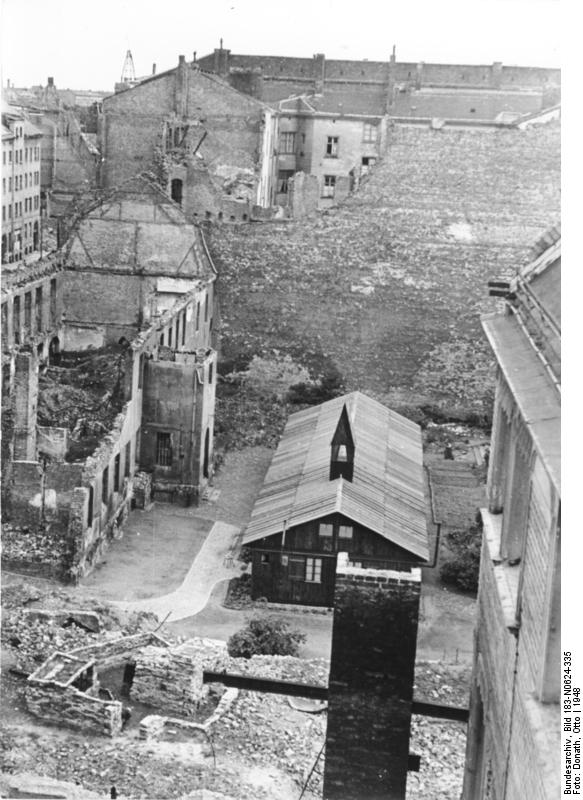
Notkirche und zerstörtes Gemeinhaus, Wilhelmstraße 136

Nach der Gründung der Brüdergemeine in Herrnhut 1722 genehmigte König Friedrich Wilhelm I. von Preußen 1737 auch die Ansiedlung böhmischer Familien. Nach einer amtlichen Befragung der Familienvorstände der Exulanten im März 1747 gliederten sie sich in drei Kirchengemeinden, eine der Herrnhuter Brüdergemeine, eine böhmisch-lutherische und eine böhmisch-reformierte. Ihr 1761 erbauter Betsaal in Böhmisch-Rixdorf wurde am 2. Januar 1944 im Zweiten Weltkrieg zerstört.

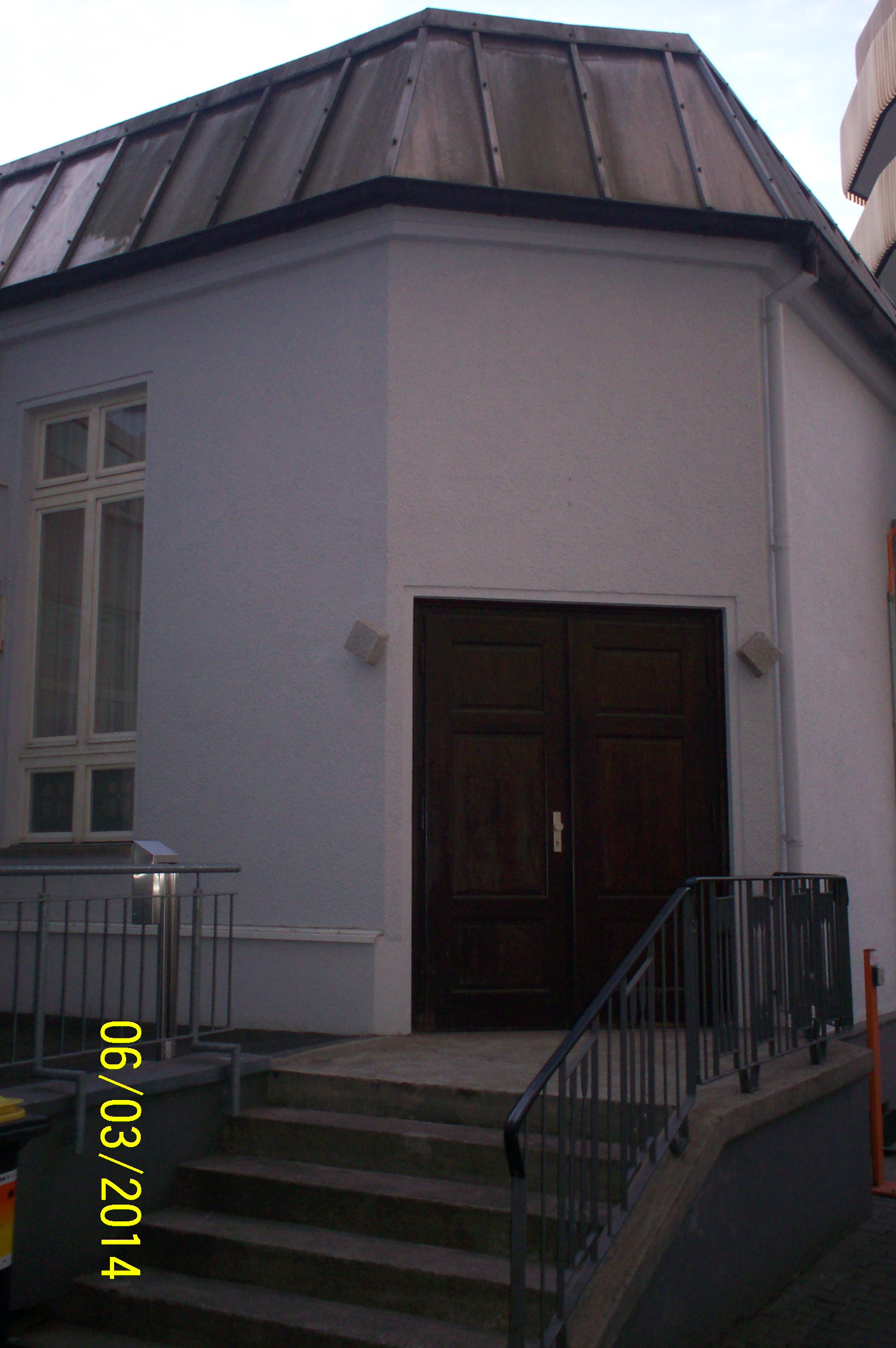
Ehemaliger Kirchsaal, erster Treffpunkt des Zentralen Runden Tisches der DDR, jetzt Teil des Hotels Dietrich-Bonhoeffer-Haus

Außerdem ließen sich böhmische Glaubensflüchtlinge in Nowawes und in der südlichen Friedrichstadt in Berlin nieder. Letztere erwarben 1751 das Haus in der Wilhelmstraße 136 (heute zu Kreuzberg), seither Gemeinhaus genannt und richteten dort eine Mädchenschule und im Parterre rechts einen ersten Betsaal ein. Den Betsaal im Gemeinhaus ersetzte man 1857 durch einen eigens erbauten separaten Kirchsaal im Hof des Gemeinhauses, der am 1. März 1943 zerstört wurde. Das Gemeindehaus wurde am 21. Juni 1944 ebenfalls durch Sprengbomben zerstört. Im Hof vor der Ruine wurde bis 1947 eine Notkirche erbaut.
Im Jahr 1762 hatte die Brüdergemeine der Friedrichstadt auf dem Grundstück schräg gegenüber, Wilhelmstraße 7, einen weiteren Bau erworben, den sie 1899 durch ein großes Mietshaus ersetzte, in dem etwa 150 Gemeindemitglieder zur Miete wohnten, und der erhalten geblieben ist. 1959 fusionierten die Brüdergemeinden der Friedrichstadt und Rixdorfs, die Notkirche wurde nach Fertigstellung des Neubaus in Rixdorf 1962 aufgegeben.
Die von Peter Lehrecke in der Tradition der Herrnhuter Betsäle in Rixdorf an gleicher Stelle errichtete Saalkirche ist das Zentrum der Evangelischen Brüdergemeine in Berlin, nachdem sich die 1963 im Ostsektor gebildete Brüdergemeine (Kirchsaal in den 1980er Jahren im Dietrich-Bonhoeffer-Haus, Ziegelstraße / Ecke Kalkscheuenenstraße) nach 1990 mit der Gemeinde in den ehemaligen Westsektoren zusammengeschlossen hatte.

## Baubeschreibung
Der dreiflügelige Gebäudekomplex besteht aus Stahlbetonskelettbauten. Dem parallel zur Straße liegenden Gebäudetrakt des Betsaals ist eine niedrige Eingangshalle vorgelagert. Seitlich liegen die zweigeschossigen Flügel des Gemeinde- und Pfarrhauses. Sie sind mit dem Betsaal jeweils mit einer verglasten Pergola verbunden. Die Stützen und Träger des Tragwerks des Betsaals liegen außen. Der Saal ist quergelagert und in allen Teilen weiß gefasst. Über Augenhöhe ist er umlaufend verglast. Die hölzernen Bänke des Kirchengestühls im traditionellen Stil gefertigt, sind ein Geschenk Herrnhuts an die Berliner Brüdergemeine zur Einweihung des neuen Saales.
Nach Herrnhuter Tradition gibt es kein Kreuz, keinen Altar, keine Kanzel und keine religiöse Darstellung.
Die mit der architektonischen Gestaltung korrespondierende Orgel ist ein Werk der Firma E. F. Walcker & Cie.
Eine 25 kg schwere Bronzeglocke, die bereits in dem Dachreiter des alten Betsaals hing, hat in vier Reihen eine Inschrift in tschechischer Sprache:

„TENTOZWONDALA ÉSKÁ MOR AWSKA BRATRSKA / CYRKEW WRYXDORFU WROKU 1789 DZ 3 FEBR / LYTGEDINÉ ABYKECTI A SLAWÉ BOŽI OD / NASSICH POTOMKU VŽI WAN BYL.“